# Ауз
Ауз (фр. Aouze) насеље је и општина у североисточној Француској у региону Лорена, у департману Вогези која припада префектури Нефшато.
По подацима из 2011. године у општини је живело 195 становника, а густина насељености је износила 17,4 становника/km². Општина се простире на површини од 11,21 km². Налази се на средњој надморској висини од 327 метара (максималној 479 m, а минималној 310 m).

## Демографија
| 1962. | 1968. | 1975. | 1982. | 1990. | 1999. | 2011. |
| ----- | ----- | ----- | ----- | ----- | ----- | ----- |
| 234   | 234   | 213   | 199   | 208   | 193   | 195   |

График промене броја становника у току последњих година